# Sebastian Gemkow

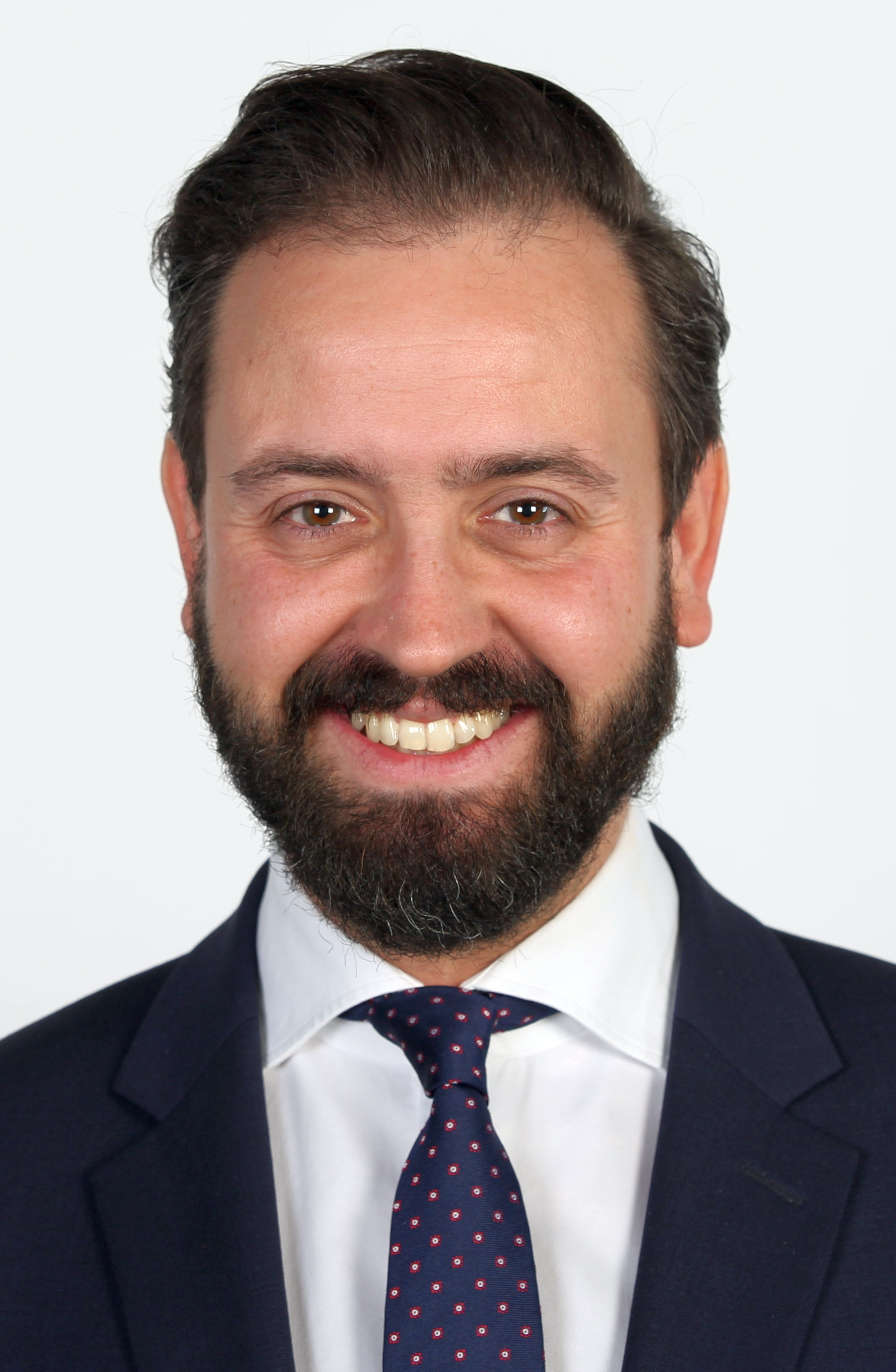
Sebastian Gemkow (2016)

Sebastian Gemkow (* 27. Juli 1978 in Leipzig) ist ein deutscher Jurist und Politiker (CDU). Er ist seit 2009 Mitglied des Sächsischen Landtags und seit 2019 sächsischer Staatsminister für Wissenschaft. Zuvor war er von November 2014 bis Ende 2019 sächsischer Justizminister.

## Studium und Beruf
1997 legte Gemkow das Abitur an der Leipziger Neuen Nikolaischule ab und absolvierte von 1998 bis 2004 an den Universitäten Leipzig, Hamburg und der Humboldt-Universität Berlin ein Studium der Rechtswissenschaften. Nach seinem ersten juristischen Staatsexamen 2004 arbeitete er als Referendar in Leipzig und konnte daraufhin 2006 sein zweites Staatsexamen ablegen. In der Folge ließ er sich als Rechtsanwalt in Leipzig nieder und betrieb bis Ende 2014 eine gemeinsame Rechtsanwaltskanzlei mit Denis van Ngoc.

## Politik

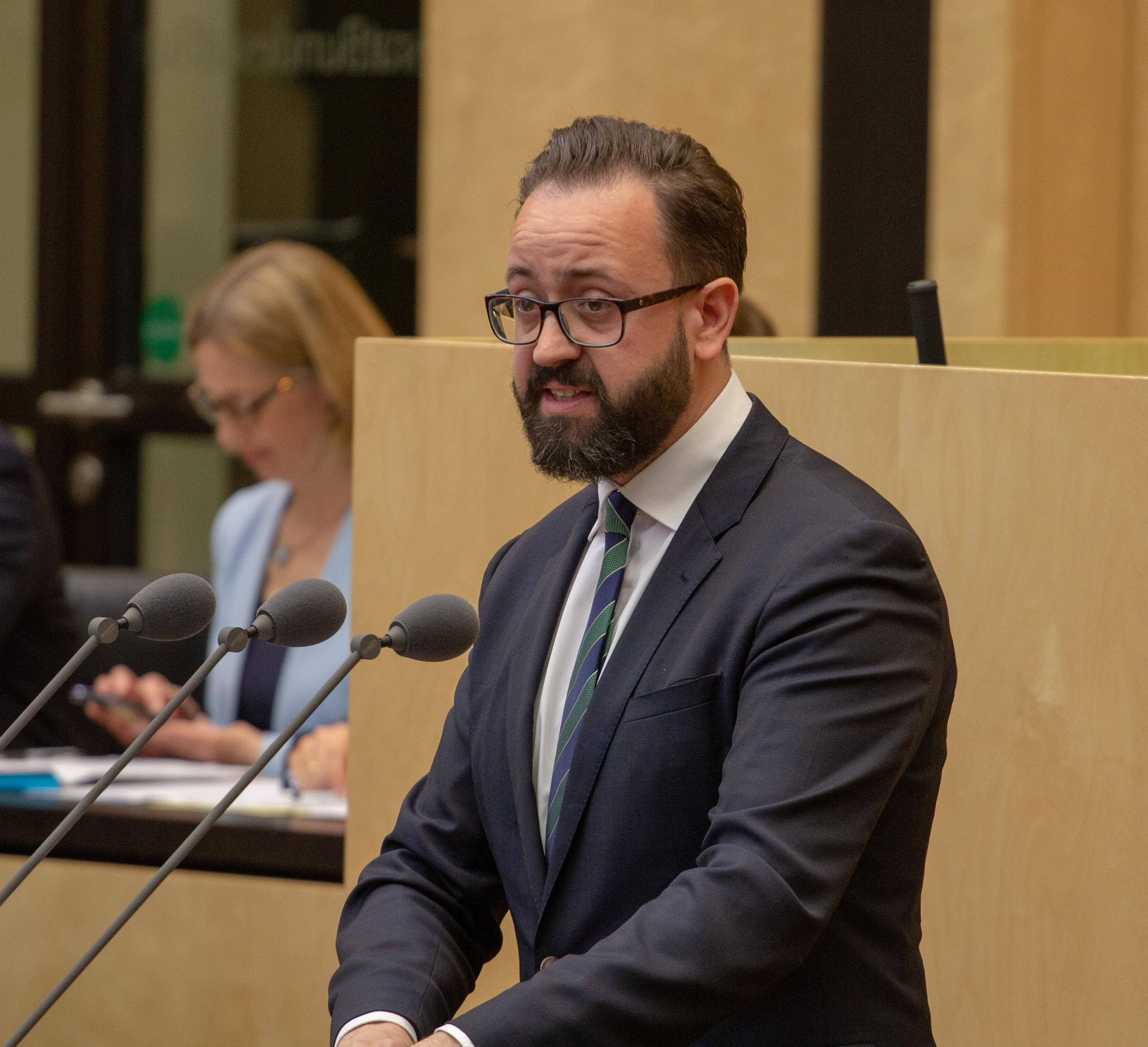
Sebastian Gemkow im Bundesrat, 2019

Seit 1998 ist Gemkow Mitglied der CDU. Bei der Landtagswahl 2009 gelang ihm als Direktkandidat im Wahlkreis Leipzig 2 mit einem Stimmenanteil von 28,5 % (dem niedrigsten Erststimmenanteil aller gewählten Wahlkreiskandidaten) der Einzug in den Sächsischen Landtag. Im 5. Sächsischen Landtag gehörte er dem Ausschuss für Wissenschaft und Hochschule, Kultur und Medien, dem Wahlprüfungsausschuss, dem Parlamentarischen Kontrollgremium sowie dem 1. Untersuchungsausschuss des 5. Sächsischen Landtags „Abfall-Missstands-Enquete“ an. Bei der Landtagswahl in Sachsen 2014 gewann Gemkow den Wahlkreis Leipzig 4 mit einem Stimmenanteil von 24,9 % knapp vor dem Kandidaten der Linken (23,8 %).
Am 13. November 2014 wurde Gemkow von Ministerpräsident Stanislaw Tillich zum sächsischen Staatsminister der Justiz in der sächsischen Landesregierung ernannt.
In der Nacht zum 24. November 2015 wurde auf seine Wohnung in Leipzig ein Buttersäureangriff verübt, bei dem auch mehrere Pflastersteine in das Wohnzimmer geschleudert wurden. Nachdem zunächst ein linksextremer Hintergrund für die Tat angenommen wurde, wurde bald bekannt, dass es sich bei dem Täter um einen vorbestraften, gewalttätigen Neonazi handelt, der über die Free-Fight-Szene mit Gemkows Kanzleipartner Denis van Ngoc befreundet ist. Das Amtsgericht Leipzig geht von einer Verwechslungstat aus. Vermutlich haben die Täter die Wohnung aufgrund vertauschter Klingelschilder verwechselt. Auf gleicher Etage befand sich eine Wohngemeinschaft, deren Meldeadresse im Impressum einer in der linken Szene beliebten Kleidungsmarke verzeichnet ist.
Nach dem Suizid des Terrorverdächtigen Dschaber al-Bakr im Oktober 2016 in der Justizvollzugsanstalt Leipzig, der bundesweite Reaktionen nach sich zog, übernahm Gemkow die politische Verantwortung für die sächsische Landesregierung. Einen Rücktritt schloss er aus.
Bei der Landtagswahl in Sachsen 2019 wurde er im Wahlkreis Nordsachsen 2 mit 34,3 % Prozent der Direktstimmen zum Wahlkreisabgeordneten gewählt.
Am 20. Dezember 2019 wurde Gemkow zum Staatsminister im Staatsministerium für Wissenschaft, Kultur und Tourismus im Kabinett Kretschmer II ernannt. Seit dem 19. Dezember 2024 übt er dieses Amt weiterhin im Kabinett Kretschmer III aus.
Am 18. November 2019 nominierte ihn die Leipziger CDU im Kunstkraftwerk zum Kandidaten für die Oberbürgermeisterwahl 2020 mit 99,25 % ihrer Stimmen. Im ersten Wahlgang am 2. Februar 2020 erhielt er 31,6 Prozent der abgegebenen Stimmen vor dem SPD-Amtsinhaber Burkhard Jung (29,8 Prozent). Der zweite Wahlgang, bei dem eine einfache Mehrheit ausreicht, folgte am 1. März 2020. Diesen gewann Jung mit 49,1 Prozent der Stimmen, also etwa 3.300 Stimmen Vorsprung knapp vor Gemkow, der 47,6 Prozent erhielt. Die dritte Kandidatin, Ute Elisabeth Gabelmann, kam auf 3,3 Prozent der Stimmen.
Bei der Landtagswahl in Sachsen 2024 kandidierte Sebastian Gemkow erneut für ein Direktmandat im Wahlkreis Nordsachsen 2. Dort unterlag er knapp dem AfD-Kandidaten Ferdinand Wiedeburg. Über die Landesliste zog er trotzdem in den Landtag ein.

## Weitere Engagements
Gemkow ist seit 2010 Präsident des Parlamentarischen Forums Mittel- und Osteuropa e. V., einer überparteilichen Vereinigung sächsischer Parlamentarier und Verantwortungsträger aus Wirtschaft und Gesellschaft, die eine Zusammenarbeit zwischen sächsischen sowie mittel- und osteuropäischen Akteuren aus Politik und Verwaltung fördert, mit dem Ziel, Wirtschaft, Wissenschaft, Kultur und gesellschaftliche Entwicklungen zu unterstützen.
Die Bundesregierung hat Gemkow am 21. März 2014 das Exequatur als Honorarkonsul der Republik Estland erteilt. Die honorarkonsularische Vertretung wurde in Anwesenheit von Taavi Rõivas, des Ministerpräsidenten der Republik Estland, in Leipzig eröffnet. Der Konsularbezirk umfasst die Bundesländer Sachsen, Sachsen-Anhalt und Thüringen. Sebastian Gemkow übte das Amt bis zu seiner Ernennung zum Staatsminister aus.
Er wurde im März 2016 in den Vorstand des Deutsch-Russischen Forums gewählt und ist Mitglied des Kuratoriums des forum thomanum Leipzig e. V.

## Privates
Gemkow lebt in Leipzig, ist geschieden und Vater von vier Kindern. Hans-Eberhard Gemkow (CDU), sein früh verstorbener Vater, war bis 1994 Ordnungsbürgermeister der Stadt Leipzig. Verwandt ist er mit dem ersten Innenminister Sachsens nach 1990, Rudolf Krause (Großonkel), und dem General und Widerstandskämpfer Hans Oster (Urgroßonkel).
Gemkow ist evangelisch-lutherischer Konfession.